# Saint-Philbert-sur-Orne
 Saint-Philbert-sur-Orne  es una población y comuna francesa, situada en la región de Baja Normandía, departamento de Orne, en el distrito de Argentan y cantón de Putanges-Pont-Écrepin.

## Demografía
| 166 | 154 | 150 | 156 | 129 | 126 |
| Para los censos de 1962 a 1999 la población legal corresponde a la población sin duplicidades (Fuente: INSEE [Consultar]) |     |     |     |     |     |